# Pseudodistoma arnbacki
Pseudodistoma arnbacki is een zakpijpensoort uit de familie van de Pseudodistomidae. De wetenschappelijke naam van de soort is voor het eerst geldig gepubliceerd in 1959 door Pérès.